# 普什奇納城堡

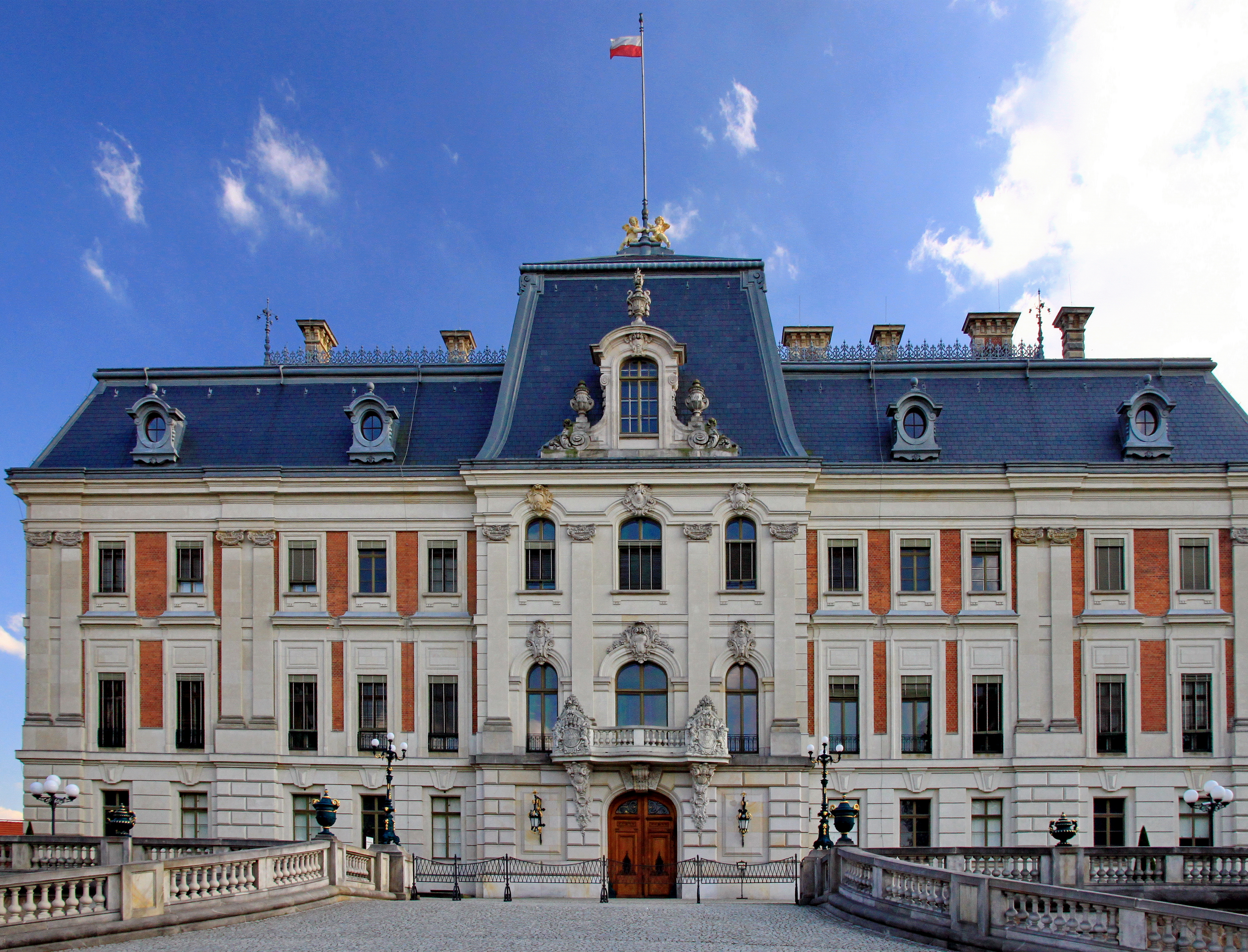
普什奇納城堡

普什奇納城堡（波蘭語：Zamek w Pszczynie）是位於波蘭西南部城市普什奇納的古典主義風格宮殿建築。這裡在13世紀時最初是一座哥特式建築城堡。17世紀時改建為文藝復興風格建築。18至19世紀時再改建為巴洛克-古典主義建築。2009年，該建築被評為西里西亞七大建築奇蹟之一，被譽為波蘭最美麗城堡之一。

## 外部連結
- Castle Museum in Pszczyna （页面存档备份，存于）
- （波兰語） Short description of the castle （页面存档备份，存于）